# Neurastenia (banda)
Neurastenia es un grupo de rock de San Clemente de Llobregat (provincia de Barcelona, España), surgido en 1988.

## Reseña biográfica
El grupo se forma a finales de 1988 pero no es hasta 1989 cuando dan su primer concierto y graban su primera maqueta con medios propios que distribuyen de igual manera. Consiguen cierta repercusión y en 1991 se autoproducen su primer disco que distribuye un sello independiente, dándose a conocer definitivamente en el panorama nacional.
En 1993 graban su segundo disco y por problemas con la distribuidora, rompen las relaciones con ésta y la formación del grupo se ve afectada. Aun así, en 1995 sacan una demo de seis canciones y, en 1996, publican con Fonomusic el disco “Todo es mentira”, con colaboraciones de Roberto Iniesta e Iñaki Antón.
Las relaciones con la discográfica se rompen enseguida y cambian de sello para el siguiente disco pero la experiencia y el trato recibido vuelve a ser insostenible para el grupo y tras varios parones, comienzan un periodo menos activo y autogestionado.
En esta nueva etapa, ofrecen toda su discografía gratuitamente en su web y plantean sacar un trilogía, con temas remasterizados, algunos nuevos y colaboraciones, de la que ya han publicado los dos primeros discos.

## Formación
A lo largo de los años, el grupo ha cambiado su formación, pasando a ser la definitiva: Jesús Hernández(voz y guitarra), Stephan Meyer (guitarra), Josep Blay(bajo y coros) y Manel Rius(batería). Tan solo Jesús Hernández pertenece a la formación inicial.
Otros componentes han sido: Caye Hernández, Emilio Marín, Víctor Mut, Martí Soler y Julio Serrano. Durante un corto periodo pasaron de trio a cuarteto.

## Discografía
- Libertad para todos, 1991.
- ¿Por qué?, 1993.
- Progreso(demo), 1995.
- Todo es mentira, 1996.
- El asesino de la pala, 1999.
- Te lo pelo… Sucumbir, 2009.
- Te lo pelo… Obsesión, 2015.